# スタディオン
スタディオン (ギリシア語: στάδιον, ラテン語: stadion) は、古代ギリシアおよびローマで使われていた距離（長さ）の単位である。新約聖書でもギリシア語で用いられている単位である。複数形はスタディアである。

## 長さ
スタディオンはバビロニア起源の単位である。その距離は、砂漠において太陽の上端が地平線に現れてから、下端が地平線を離れるまでの間に人間が太陽に向かって歩く距離と定義されている。おおむね180メートル前後とされる。
言い替えれば、スタディオンは太陽がその視直径分だけ移動する間に人間が歩行する距離である。太陽の視直径（見た目の角度）は約0.5度（正確には32分）であり、その角度を移動する時間は約2分である。太陽は1日で1周（＝360度）するので、1日に人が歩ける距離は360/0.5＝720スタディオン、1時間の歩行距離は約30スタディオンということになる。

## 使用例
古代ギリシアの陸上競技は1スタディオンの直線コースで行われており、1スタディオン以上の競走はコースを往復した。競技場もスタディオンを基準として設計されたことから「スタジアム」という言葉が生まれた。競技場のスタートとゴールのラインが石で作られていたため、今日でもその遺跡からスタディオンの長さを知ることができる。それによれば、デルポイやアテナイでは178 m、エピダウロスでは181.30 m、オリュンピアでは192.27 mと、地域によってスタディオンの値が異なっていた。
伝説ではギリシア神話の英雄ヘラクレスがオリュンピアにおけるスタディオンの長さを定めたとされ、彼が息を止めたまま走ることのできた距離とするものや、彼の足の大きさを600倍した値というものがある。
エラトステネスはアレクサンドリアとシエネ（現在のアスワン）の間の緯度差と距離から、地球の大きさを当時としてはかなりの精度で求めているが、その距離はスタディオンで表されていた。
- 新約聖書では4文書の中で合計6ヶ所使用されている。
  - 「ところが、舟は既に陸から何スタディオンか離れており、逆風のために波に悩まされていた。」(マタイによる福音書 14章 24節)
  - 「ちょうどこの日、二人の弟子が、エルサレムから六十スタディオン離れたエマオという村へ向かって歩きながら、」(ルカによる福音書 24章 13節)
  - 「二十五ないし三十スタディオンばかり漕ぎ出したころ、イエスが湖の上を歩いて舟に近づいて来られるのを見て、彼らは恐れた。」(ヨハネによる福音書 6章 19節)
  - 「ベタニアはエルサレムに近く、十五スタディオンほどのところにあった。」(ヨハネによる福音書 11章 18節)
  - 「搾り桶は、都の外で踏まれた。すると、血が搾り桶から流れ出て、馬のくつわに届くほどになり、千六百スタディオンにわたって広がった。」(ヨハネの黙示録 14章 20節)
  - 「この都は四角い形で、長さと幅が同じであった。天使が物差しで都を測ると、一万二千スタディオンあった。長さも幅も高さも同じである。」(ヨハネの黙示録 21章 16節)